# Amleto Tondini
Amleto Tondini (Ravenna, 10 settembre 1899 – Roma, 10 novembre 1969) è stato un presbitero e latinista italiano. Cappellano Capo della Guardia Palatina d'onore di Sua Santità. Attivo nella Curia romana, noto per le sue traduzioni in latino delle encicliche papali e per essere stato reggente della Camera Apostolica. Fondò e diresse la rivista Latinitas.

## Biografia
Nato a Ravenna nel 1899, Tondini studiò al Pontificio Seminario Romano Maggiore, dove conseguì lauree in filosofia, teologia e diritto canonico. Ordinato sacerdote nel 1923, fu parroco nella diocesi di Forlì prima di essere chiamato a Roma, nel 1930, per lavorare alla Segreteria di Stato della Santa Sede, dove collaborò con Giovanni Battista Montini, futuro papa Paolo VI.
Nel 1950 fu nominato reggente della Camera Apostolica e nel 1960 assunse la direzione del Segretariato delle Lettere ai Principi. Tra i suoi compiti principali vi era la traduzione in latino di documenti pontifici, incluse le encicliche Mater et Magistra e Pacem in Terris di papa Giovanni XXIII, oltre a quelle di Paolo VI.

## Attività culturali
Nel 1952 fondò la rivista accademica Latinitas, pubblicazione della Santa Sede dedicata alla promozione e allo studio del latino ecclesiastico. Fu membro della Pontificia accademia mariana internazionale e si occupò di diverse cause di beatificazione.
Tra le sue opere più importanti:
- Le encicliche mariane (1954, commento e traduzione)
- Hamleti Tondini Inscriptiones Latinae (1968)

## Morte
Morì a Roma nel 1969 per un infarto. In un telegramma di cordoglio, papa Paolo VI lo definì "cultore e raffinato latinista".